# Вирисила Буадромо
Виризила Буадромо (енгл. Virisila Buadromo; Фиџи, 1972) фиџијска је новинарка и активисткиња која се бори за родну равноправност, људска права, владавину права и демократију. Од 2001. до 2015. године била је извршна директорка фиџијског покрета за права жена. 
10. марта 2008. године добила је међународну награду за жену храбрости од Државног секретара Сједињених Америчких Држава.